# Warcraft II: Tides of Darkness
Warcraft II: Tides of Darkness (Las mareas de la Oscuridad)
es un videojuego de estrategia en tiempo real creado por Blizzard Entertainment y secuela del aclamado Warcraft: Orcs & Humans. Con este juego continúa la serie Warcraft y al igual que su predecesor ocurre en un ambiente épico medieval fantástico donde la raza humana coexiste con diversas criaturas mitológicas.
Warcraft II, abreviado comúnmente como WCII, WC2 o War2, mantiene la misma esencia de Warcraft: Orcs & Humans, en esta entrega los jugadores escogen entre alguno de los dos bandos enemistados: los humanos o los orcos. Esta vez, sin embargo, el número de criaturas involucradas es mayor, los humanos poseen la ayuda de elfos, enanos y gnomos; mientras que los orcos reúnen a los troles, ogros y goblins. El juego mejora notablemente el control y las gráficas del juego, así como la inteligencia artificial. La historia apenas revelada del universo fantástico de Warcraft sitúa el comienzo de la Segunda Gran Guerra seis años después de la Primera Guerra. Azeroth se encuentra en ruinas, y la nación de Stormwind buscó refugio en los continentes del norte. La humanidad ha formado la Alianza de Lordaeron para poder detener el avance de los orcos y sus aliados, que se acercan por el Mar del Sur haciendo verdaderas "mareas de la oscuridad".
Originalmente Warcraft II se desarrolló para DOS pero Windows 95 también era capaz de ejecutarlo. Además de la versión para DOS/Windows existió una versión para Macintosh. Más tarde Blizzard desarrolló una expansión para este juego titulada Warcraft II: Beyond the Dark Portal, versión que se lanzó el 30 de abril de 1996. En 1999 Blizzard desarrolló una nueva versión de Warcraft II titulada 'Warcraft II: Battle.net Edition. Entre los cambios que se realizaron estuvo la conversión total del juego para que pudiese correr en Windows con más estabilidad, se corrigieron diversas fallas y además se habilitó un modo de multiplayer que hacía uso del servicio de Blizzard llamado Battle.net.
En el modo multiplayer del juego los jugadores pueden jugar vía LAN o a través del Internet utilizando mapas ya incluidos o mapas diseñados por los mismos jugadores. En el modo de juego para un solo jugador los jugadores deben de pasar por una serie de batallas en las cuales se relata la historia de la Segunda Gran Guerra de Azeroth.

## Tabla de unidades
| Humanos                        | Orcos                                     | Observaciones |
| ------------------------------ | ----------------------------------------- | --- |
| Unidades terrestres            |                                           | |
| Campesino                      | Peón                                      | La unidad básica para recolectar recursos o construir y reparar edificios. Estas unidades son capaces de recolectar madera y oro aunque carecen de habilidades de combate.                                         |
| Soldado                        | Grunt Orco                                | La unidad básica de combate de ambos bandos. |
| Arquero Elfo                   | Lanzador de hachas Trol                   | Unidades capaces de atacar a enemigos a distancia además de a unidades voladoras y marítimas. |
| Guardabosques Elfo             | Troll Berserker                           | Versión mejorada del arquero y del lanzador de hachas. Las versiones previas cesan de existir una vez se mejoran.                                                                                                  |
| Caballero                      | Ogro                                      | Unidades que cuentan con cantidades considerables de armadura y además se mueve con mayor velocidad que los soldados normales.                                                                                     |
| Paladín                        | Ogro mago                                 | Versión mejorada del Caballero y del Ogro; las versiones anteriores cesan de existir una vez se mejoran. Estas versiones cuentan con un arsenal de hechizos.                                                       |
| Ballesta                       | Catapulta                                 | Unidades lentas pero poderosas que son ideales para destruir Torres y Edificios, además de otros elementos como las unidades marítimas, su única Excepción son los aéreos.                                         |
| Equipo de Enanos de demolición | Equipo de Duendes Goblins destructores    | Unidades rápidas pero débiles que llevan mucha Dinamita y llevan a cabo misiones suicidas en las cuales causan bastante daño sus enemigos sobre todo a las estructuras.                                            |
| Mago                           | Caballero de la Muerte                    | Unidades capaces de utilizar poderosos hechizos de magia contra los adversarios. |
|                                | Esqueleto                                 | Los esqueletos son la única unidad que puede ser invocada en este juego. Tienen un tiempo limitado de existencia.Son invocados por los caballeros de la Muerte y tienen un poder similar al del soldado o el orco. |
| Unidades aéreas                |                                           | |
| Máquina voladora de los Gnomos | Zepelín de los Duendes                    | Unidades veloces de reconocimiento del terreno pero que carecen de armamento. |
| Grifo                          | Dragón                                    | Unidades rápidas y fuertes capaces de causar bastante destrucción a los edificios y bastante daño a las unidades terrestres y marítimas.                                                                           |
| Unidades marinas               |                                           | |
| Barco petrolero                | Barco petrolero                           | Estas unidades construyen torres para extraer petróleo del fondo del océano. |
| Destructor elfo                | Destructor trol                           | Unidades de combate naval básico. Pueden atacar enemigos aéreos. |
| Transportador                  | Transportador                             | Unidad que transporta a unidades terrestres de un punto a otro. Puede transportar hasta seis unidades a la vez pero carece de armas y armadura.                                                                    |
| Submarino gnomo                | Tortuga gigante                           | Unidades submarinas que pueden atacar y no ser vistas por el enemigo, al menos que se utilicen unidades aéreas, otras unidades submarinas o torres para poder verlas.                                              |
| Barco de batalla Acorazado     | Invencible de los Ogros ¨Juggernaut ogre¨ | Barcos altamente acorazados con ataques devastadores en tierra y mar, pero que se mueven muy lentamente, lamentablemente No pueden atacar a enemigos aéreos.                                                       |

Los jugadores también pueden controlar a diversos personajes que se han destacado en la historia de Azeroth. Entre estos está Uther Lightbringer, Zul'jin y Cho'gall. A diferencia de los juegos posteriores, no hay nada que distinga las gráficas de estos personajes en el mapa aparte de que tienen una identidad propia. Uther es un paladín, Zul'jin es un trol experto en lanzar hachas y Cho'gall es un ogro que es mago. Lord Lothar también aparece en la campaña del juego pero no se le puede controlar, solamente aparece cuando muere en una batalla.
En la expansión del juego, Beyond the Dark Portal, el papel de las unidades distinguidas se vio incrementada. En esta expansión los personajes que son denominados como héroes deben de sobrevivir como condición de las misiones. Estos soldados son más fuertes y poderosos que las unidades normales.
Los héroes que aparecen en Beyond the Dark Portal son:
- Humanos: Danath (soldado), Alleria (elfa arquera), Turalyon (paladín), Khadgar (mago) y la unidad voladora Kurdran (el jinete enano) y Sky'ree (el grifo).
- Orcos: Kargath Bladefist (puño de espada, grunt), Grom Hellscream (aullido infernal, grunt), Dentarg (ogro mago), Teron GoreFiend (caballero de la muerte) y Deathwing (dragón).

## Poderes mágicos y hechizos que se utilizan por ambos bandos

### Humanos
Paladín.
Magia que utiliza: Curación, Exorcismo, Visión Sagrada.
Mago Humano.
Magia que utiliza: Ralentizar, Bola de Fuego, Polimorfismo, Tormenta de Hielos, Invisibilidad, Escudo de Fuego.

### Orcos
Ogro mago.
Magia que utiliza: Sed de Sangre, Runas, Ojo Centinela.
Caballero de la Muerte.
Magia que utiliza: Rapidez, Espiral de la Muerte, Tornado, Muerte y Putrefacción, Alzar a los Muertos, Armadura Impía.

## Tabla de estructuras del juego
| Humanos                        | Orcos                          | Observaciones |
| ------------------------------ | ------------------------------ | --- |
| Ayuntamiento                   | Gran Salón                     | La estructura principal desde la cual se entrenan los trabajadores y sin la cual no se podrían construir otros edificios. |
| Fuerte                         | Fuerte                         | Los centros del pueblo se mejoran y se convierten a estas estructuras. Estas permiten que el jugador pueda entrenar unidades más avanzadas y construir mejores edificios. da un 10% extra en la recolección de oro                                  |
| Castillo                       | Fortaleza                      | La versión más alta del centro del pueblo. da un 20% extra en la recolección de oro, además de liberar a todas las estructuras para su construcción.                                                                                                |
| Granja                         | Granja de cerdos               | Estructuras básicas que permiten producir comida para cada bando. Para entrenar más soldados un jugador debe de poder alimentarlos por ende debe de tener suficientes granjas. cada granja permite alimentar 4 unidades                             |
| Cuarteles                      | Barracones                     | Edificios que entrenan unidades militares terrestres básicas como los soldados y los orcos, además de caballeros, ogros, catapultas y ballestas. |
| Aserradero Elfo                | Aserradero Trol                | Estos edificios permiten que los trabajadores no tengan que ir hasta el centro del pueblo a depositar la madera. Además de esto permite que se mejoren las armas de los arqueros y los lanzadores de hachas. mejora un 25% la recolección de madera |
| Herrería                       | Herrería                       | Permite que los jugadores mejoren la armadura y las armas de sus unidades. permite la construcción de ballestas y catapultas |
| Torre de Reconocimiento        | Torre de Observación           | Estas torres permiten que se detecten enemigos que puedan estar atacando. Además de esto pueden construirse lejos de la base del jugador para poder ver lo que están tramando los enemigos.                                                         |
| Torre de guardia               | Torre de guardia               | Las torres de avistamiento y de observación pueden mejorarse y convertirse a este tipo de torres, el cual cuenta con la habilidad de lanzar flechas a los enemigos terrestres y aéreos que se acerquen.                                             |
| Torre de cañones               | Torre de cañones               | En vez de lanzar flechas atacan con poderosos cañones los cuales causan mucho más daño que las de guardia pero son un poquito más lentas al momento de atacar a un enemigo.                                                                         |
| Astillero de Puerto            | Astillero de Puerto            | Estructura que permite la construcción de unidades navales. |
| Torre de perforación petrolera | Torre de perforación petrolera | Las torres petroleras permiten que se pueda recolectar petróleo el cual es un recurso importante y necesario en la construcción o entrenamiento de ciertas unidades o edificios sobre todo marítimos.                                               |
| Taller de Fundición            | Taller de Fundición            | Los talleres de fundición son capaces de mejorar la armadura y las armas de las embarcaciones. |
| Refinería                      | Refinería                      | Las embarcaciones petroleras pueden recolectar más petróleo de las torres petroleras si el jugador cuenta con esta estructura. da un 25% extra en recolección de petróleo                                                                           |
| Establos                       | Foso de ogros                  | Este edificio es necesario si el jugador desea entrenar caballeros u ogros. |
| Taller de Inventor Gnomo       | Taller de Alquimista globin    | Estructuras necesarias para construir máquinas voladoras y unidades Suicidas demoledoras. |
| Escuela de grifos              | Reina de dragones              | Estos edificios permiten entrenar Grifos o Dragones. |
| Torre de magia                 | Templo de los condenados       | Edificios requeridos para poder entrenar magos o caballeros de la muerte. En estas unidades se entrenan también los hechizos de magia. |
| Iglesia                        | Altar de las Tormentas         | Edificios que permiten actualizar a los caballeros a paladines y a los ogros a ogros magos. Además, todos los hechizos que estas unidades pueden utilizar deben de ser investigados en este edificio.                                               |

## Aplicaciones y conversiones
A diferencia de otros juegos que se lanzaron al mismo tiempo que Warcraft II, su popularidad y el modo en que estaba programado permitió que se desarrollaran varias aplicaciones y modificaciones (mods). La primera aplicación fue creada por Daniel Lemberg quien mediante ingeniería inversa pudo decodificar los archivos de mapa de Warcraft (*.pud) y así desarrolló el primer editor de mapas de Warcraft creado por una institución que no fuese Blizzard. La aplicación, War2xEd permitió que los jugadores modificasen aspectos que el editor de Blizzard no permitía, tal como atributos de las unidades. Aunque el War2xEd no contó con una licencia pública, se publicó el código de los archivos de mapa. War2xEd llegó a ser tan popular que Blizzard lo empezó a utilizar y como resultado se incluyó un mejor editor en su siguiente juego, StarCraft.
Daniel Lemberg y Alexander Cech descifraron los archivos fuentes del juego. Cech aprovechó esta oportunidad para crear una aplicación llamada Wardraft, la cual permitió a los usuarios cambiar el juego considerablemente. Algunas de las conversiones más populares fueron DeathCraft: Twilight of the Demons (DeathCraft: Amanecer de los demonios) por Dirk The Guardian Richartz, War of the Ring (La guerra del anillo) por Gurthaur, Editor's Total Conversion (Conversión total de los editores) por Fronzel Neekburn y sus amigos de Warclan y finalmente Rituals of Rebirth (Rituales del renacimiento) desarrollado por Kalindor, Kosmous y Commoner.
Además de estas conversiones se desarrolló una versión de código abierto llamada Freecraft en la cual los jugadores podían importar datos de Warcraft II aunque contaba con arte y escenarios propios. Blizzard obligó a que cesara su distribución bajo el argumento que utilizaba nombres muy similares a los de Warcraft. Los desarrolladores no quisieron luchar contra la compañía así que decidieron llamar su juego Stratagus.

## Versión Battle.net
Warcraft II: Battle.net Edition es una versión que incluye Warcraft II: Tides of Darkness y Warcraft II: Beyond the Dark Portal además de que incluyó cambios en su código fuente que hicieron más fácil jugar en línea contra otros jugadores. A diferencia del Warcraft II original, esta versión si requeriría de una llave de instalación.
El éxito de esta versión se debió a que los jugadores prefirieron jugar entre sí. Algunos tipos de juegos involucraban batallas denominadas como Paintball en las cuales los jugadores únicamente contaban con números limitados de soldados y de arqueros un tanto más fuertes que los normales (se les llamó Allerias). Otro tipo de batalla se llamaba Chops y en dicha los jugadores tenían que talar bosques antes de poder empezar a combatir entre sí. Los mapas libres permitían a los jugadores entrenar unidades casi instantáneamente y sin costo alguno por lo tanto este modo de juego simplemente requería la destrucción de las barracas del otro jugador.
Actualmente este juego goza de muy poca atención por parte de Blizzard. Esto se puede observar en el hecho que no se han solucionado varios problemas que causa la interfaz de Battle.net ni tampoco se ha creado una modificación o parche que sea compatible con Windows XP.

## Jugando en línea
Antes del lanzamiento de la versión Battle.net los jugadores hacían uso de emuladores de IPX como Kali para poder jugar contra otras personas que no se encontraban en la misma red local. Warcraft II fue uno de los primeros juegos que se popularizó a través de los juegos en línea además de que se formó la Liga internacional de Warcraft en la cual se formaban equipos para competir en torneos.
La versión original de Macintosh si permitía jugar a través de una conexión TCP/IP y como consecuencia nació el canal IRC titulado MacWarcraft para poder encontrar otros jugadores con quienes disfrutar el juego.
El nivel de estrategia que el juego requería fue inmenso y fue evolucionando al paso del tiempo. Algunas de las tácticas eran poco ortodoxas (y algunos hasta las consideraron estrategias "baratas" ya que reducían el nivel de diversión del juego). Para estás tácticas se desarrollaron medidas preventivas por lo tanto tácticas que requerían que se crearan grandes cantidades de grunts o la creación de torres para atacar fueron contrarrestadas con otros tipos de tácticas. A diferencia de StarCraft y los juegos posteriores, Warcraft II nunca llegó a ser tan popular como para que se crearan torneos con incentivos monetarios. 
Aunque todavía existen personas que juegan Warcraft II, la mayoría ha empezado a dedicar su tiempo en otros juegos de Blizzard como StarCraft, Warcraft III y World of Warcraft.